# Emil Bernstorff

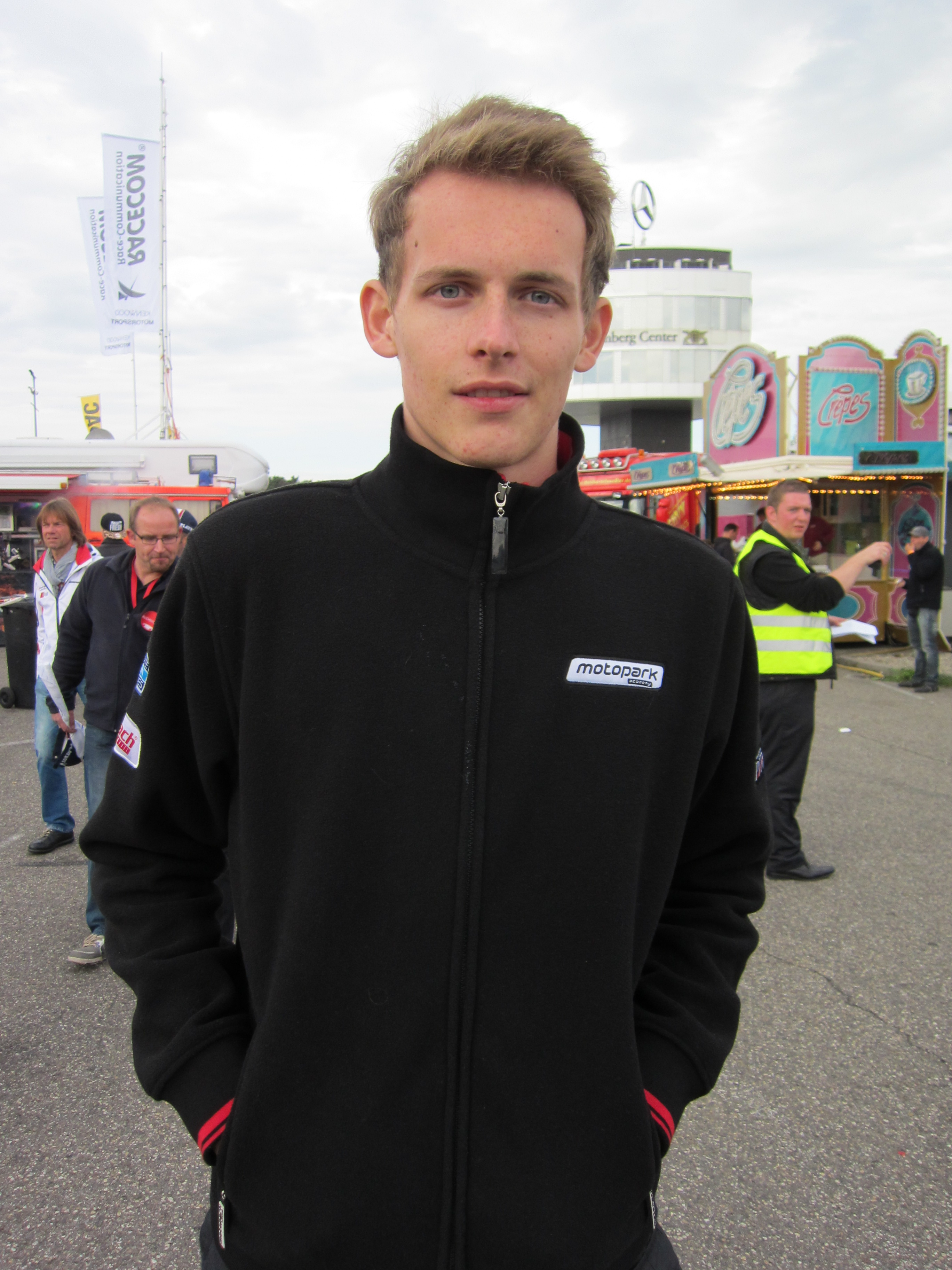
Emil Bernstorff 2013

Emil Gustav Johan Bernstorff (* 7. Juni 1993 in Harrow, England) ist ein ehemaliger britisch-dänischer Automobilrennfahrer. Er startete 2014 und 2015 in der GP3-Serie.

## Karriere
Bernstorff begann seine Motorsportkarriere im Alter von acht Jahren im Kartsport, in dem er bis 2008 aktiv war. Nach einer einjährigen Pause wechselte er in den Formelsport und startete für Jamun Racing in der britischen Formel Ford. Mit einem zweiten Platz als bestes Ergebnis wurde er Gesamtsiebter, während sein Teamkollege Scott Pye den Meistertitel gewann. Darüber hinaus nahm er an zwei Rennen der Benelux Formel Ford teil. 2011 startete Bernstorff für Motopark Academy in der ADAC Formel Masters. Er entschied fünf Rennen für sich und stand insgesamt 13 mal auf dem Podium. Am Saisonende lag er auf dem dritten Platz in der Gesamtwertung hinter Pascal Wehrlein und Sven Müller. Allerdings war die Wertung noch vorläufig, da eine Berufungsverhandlung bezüglich eines Rennergebnisses lief. Im Februar wurde die Wertung korrigiert und Bernstorff rückte auf den zweiten Platz vor. Mit 310 zu 331 unterlag er Wehrlein. Wäre Bernstorff beim letzten Rennen nicht kurz vor Rennende in Führung liegend ausgefallen, hätte er die Meisterschaft gewonnen.
2012 wechselte Bernstorff zu ma-con Motorsport in die Formel-3-Euroserie. Er war zudem in der europäischen Formel-3-Meisterschaft 2012 punkteberechtigt. Mit einem dritten Platz als bestem Resultat erreichte er in beiden Wertungen den zehnten Platz. 2013 fuhr Bernstorff im Deutschen Formel-3-Cup für Lotus. Er gewann sechs Rennen und lag am Saisonende hinter seinen Teamkollegen Marvin Kirchhöfer und Artjom Markelow auf dem dritten Rang. Darüber hinaus wurde Bernstorff für das Prema Powerteam Dritter beim Formel-3-Masters und er nahm an zwei Rennen der European F3 Open teil. Außerhalb der Formel 3 entschied er die Formula Middle East für sich.
2014 wechselte Bernstorff zu Carlin in die GP3-Serie. Er gewann ein Rennen und stand insgesamt fünfmal auf dem Podium. Während sein Teamkollege Alex Lynn mit 207 Punkten Meister wurde, erreichte Bernstorff mit 134 Punkten den fünften Platz im Gesamtklassement. 2015 absolvierte Bernstorff seine zweite GP3-Saison für Arden International. Er gewann zwei Rennen und verbesserte sich als bester Fahrer seines Teams auf den vierten Gesamtrang.
GP2-Serie 2016 war Bernstorff ohne Vollzeit-Engagement. Er nahm für Arden International als Nachfolger von Jimmy Eriksson am letzten Rennwochenende der GP2-Serie teil.

## Persönliches
Bernstorff wurde im Vereinigten Königreich geboren, wuchs dort auf und startet überwiegend mit britischer Lizenz. Seine Eltern sind Dänen. Er hat Vorfahren aus verschiedenen Nationen, unter anderem auch dänische und deutsche Adlige. Nur 2010 startete er mit dänischer Rennlizenz.

## Statistik

### Karrierestationen
| - 2002–2008: Kartsport - 2010: Britische Formel Ford (Platz 7) - 2010: Benelux Formel Ford (Platz 19) - 2011: ADAC Formel Masters (Platz 2) | - 2012: Formel-3-Euroserie (Platz 10) - 2012: Europäische Formel 3 (Platz 10) - 2013: Deutsche Formel 3 (Platz 3) - 2013: European F3 Open (Platz 20) | - 2013: Formula Middle East (Meister) - 2014: GP3-Serie (Platz 5) - 2015: GP3-Serie (Platz 4) - 2016: GP2-Serie (Platz 25) |

### Einzelergebnisse in der GP3-Serie
| Jahr | Team                | 1   | 2   | 3   | 4   | 5   | 6   | 7   | 8   | 9   | 10  | 11  | 12  | 13  | 14  | 15  | 16  | 17  | 18  | Punkte | Rang |
| ---- | ------------------- | --- | --- | --- | --- | --- | --- | --- | --- | --- | --- | --- | --- | --- | --- | --- | --- | --- | --- | ------ | ---- |
| 2014 | Carlin              | ESP | ESP | AUT | AUT | GBR | GBR | GER | GER | HUN | HUN | BEL | BEL | ITA | ITA | RUS | RUS | UAE | UAE | 134    | 5.   |
| 2014 | Carlin              | DNF | 8   | 2   | 1   | 4   | 3   | 3   | DNF | 5   | 7   | 9   | 6   | 4   | 4   | DNF | 8   | 4   | 3   | 134    | 5.   |
| 2015 | Arden International | ESP | ESP | AUT | AUT | GBR | GBR | HUN | HUN | BEL | BEL | ITA | ITA | RUS | RUS | BRN | BRN | UAE | UAE | 194    | 4.   |
| 2015 | Arden International | 3   | 5   | 4   | 4   | 2   | 6   | 4   | DNF | 1   | DNF | 1   | DNF | 3   | 6   | 2   | 4   | 2   | 6   | 194    | 4.   |

### Einzelergebnisse in der GP2-Serie
| Jahr | Team                | 1   | 2   | 3   | 4   | 5   | 6   | 7   | 8   | 9   | 10  | 11  | 12  | 13  | 14  | 15  | 16  | 17  | 18  | 19  | 20  | 21  | 22  | Punkte | Rang |
| ---- | ------------------- | --- | --- | --- | --- | --- | --- | --- | --- | --- | --- | --- | --- | --- | --- | --- | --- | --- | --- | --- | --- | --- | --- | ------ | ---- |
| 2016 | Arden International | ESP | ESP | MON | MON | AZE | AZE | AUT | AUT | GBR | GBR | HUN | HUN | GER | GER | BEL | BEL | ITA | ITA | MAS | MAS | UAE | UAE | 0      | 25.  |
| 2016 | Arden International |     |     |     |     |     |     |     |     |     |     |     |     |     |     |     |     |     |     |     |     | 17  | 15  | 0      | 25.  |